# آيت الشيخ بوكورة (أربعاء رسموكة)
آيت الشيخ بوكورة هي إحدى مشيخات المملكة المغربية، تتبع جغرافيا لإقليم تيزنيت وإداريًا لأربعاء رسموكة. يقدر عدد سكانها بـ 2927 نسمة حسب الإحصاء الرسمي للسكان والسكنى لسنة 2004.